# بني مرح (مناخة)

تعديل مصدري - تعديل

بني مرح هي إحدى قرى عزلة السدس وبني عطاء بمديرية مناخة التابعة لمحافظة صنعاء، بلغ تعداد سكانها 1048 نسمة حسب تعداد اليمن لعام 2004.